# Alt Loira
L'Alt Loira (43) (en francès Haute-Loire i en occità Naut Léger o Naut Leir i menys localment l'Aut Léger, l'Aut Leir) és un departament francès situat a la regió d'Alvèrnia-Roine-Alps.
Aquest departament, que no disposa de sortida al mar, està situat a la regió d'Alvèrnia-Roine-Alps al centre-sud de França. El nom del riu Loira està envoltat pels departaments de Loira, Ardècha, Losera, Cantal i Puèi Domat. El 2019, tenia 227.570 habitants. Els seus habitants s'anomenen Altiligériens.
El departament, que té la seva prefectura a Lo Puèi de Velai, cobreix els trams alts del Loira i està format per la vall del Loira i les muntanyes circumdants al Massís Central. És un dels 83 departaments originals de França creats el 1790 durant la Revolució Francesa. Algunes parts del departament estan incloses al Parc Natural Regional de Livradois-Forez.

## Població
| 1801    | 1851    | 1901    | 1921    | 1936    | 1946    |
| ------- | ------- | ------- | ------- | ------- | ------- |
| 229 773 | 305 000 | 314 058 | 268 910 | 245 271 | 208 337 |
| 1968    | 1975    | 1982    | 1990    | 1999    | 2006    |
| 208 337 | 205 491 | 205 895 | 206 568 | 209 113 | 219 484 |